# Gose
Gose (御所市?) è una città giapponese della prefettura di Nara. Buona parte del territorio comunale si trova sulle pendici del monte Yamato Katsuragi.